# Плинијска ерупција
Плинијска ерупција је тип вулканске ерупције карактеристичан по сличности са ерупцијом Везува из 79. године наше ере, коју је описао Плиније Млађи. Плинијске ерупције карактеришу стубови гаса и вулканског пепела, који се протежу до стратосфере. Главне карактеристике су избацивање велике количине пловућца и веома снажне и континуиране ерупције експлодирајућег гаса.
Кратке ерупције могу се завршити и за један дан, али дуже ерупције могу потрајати од неколико дана до неколико месеци. Дуже ерупције започињу стварањем облака вулканског пепела, понекад са пирокластичним токовима. Количина избачене магме може бити толико велика да врх вулкана може да колабира, чиме настаје калдера. Финозрн пепео може се депоновати на великој површини око вулкана. Плинијске ерупције су обично праћене великом буком, као што је била створена током ерупције вулкана Кракатау.
Лава је обично риолитског састава и богата је силикатима. Базалтна лава није уобичајена за овај тип ерупције.